# Record News Sudeste
Record News Sudeste foi um telejornal da rede de televisão brasileira Record News. Produzido diretamente dos estúdios do Rio de Janeiro, onde trazia as principais notícias das regiões Sudeste do país, era exibido de segunda a sexta.